# علنج طويل الأزهار
علنج طويل الأزهار (الاسم العلمي:Alangium longiflorum) هو نوع من النباتات يتبع جنس العلنج من الفصيلة القرانية.